# استپان مامیکونیان
استپان مامیکونیان (ارمنی: Ստեփան Մամիկոնյան؛  زادهٔ ۱۸۵۹ - درگذشته ۱۹۲۱)، سیاستمدار، ویراستار، روزنامه‌نگاری نظر اهل ارمنستان که نماینده دوره اول مجلس ملی نخستین جمهوری ارمنستان بود.

## زندگی‌نامه
وی در ۱۸۵۹ در آخالتسیخه به دنیا آمد و از انستیتو زبان‌های شرقی لازاریان و دانشگاه دولتی مسکو فارغ‌التحصیل شد.  وی در ۱۹۲۱ در سن ۶۲ سالگی درگذشت.